# Del Muerto, Arizona
Del Muerto je naseljeno područje za statističke svrhe u američkoj saveznoj državi Arizona. Prema popisu stanovništva iz 2010. u njemu je živjelo 329 stanovnika.